# Línea 500 (Bahía Blanca)
La Línea 500 es una línea de colectivos de Bahía Blanca, es operado por la empresa Rastreador Fournier.

## Recorridos
Nueva Belgrano - Barrio Saladero
Sale desde Oliverio Girondo y Guido Spano; por esta hasta Luis Bonnat, Avda. Alem, General Peñaloza, Evaristo Carriego, Facundo Quiroga, Panamá, El Resero, Avda. Alem, Paraguay, Mitre, Sarmiento, Estomba, Chiclana, Donado, Italia, 25 de Mayo, Tierra del Fuego, Pedro Pico, Avda. General Arias, Avda. Jorge Moore, Nicolás Levalle, Tomás Guido, Avda. General Arias, Calle 1.810, Juana Azurduy, Ecuador, Avda. Santiago Dasso, Cabo Farina, Almirante de Solier, Maestro Piccioli, Lautaro, James Harris, Sargento Cabral, Magallanes, Lautaro, Avenente, General Belgrano, Siches, José María Cárrega, Puente La Niña, Juan B. Justo hasta Perito Moreno.
Barrio Saladero - Nueva Belgrano
Sale desde Perito Moreno y Juan B. Justo; por esta hasta Puente La Niña, José María Cárrega, Plunkett, Avda. General San Martín, Plunkett, Sargento Cabral, James Harris, Lautaro, Maestro Piccioli, Almirante Solier, Cabo Farina, Avda. Santiago Dasso, Ecuador, Juana Azurduy, Tarapacá, Avda. General Arias, Tomás Guido, Nicolás Levalle, Avda. Jorge Moore, Avda. General Arias, Pedro Pico, Granada, Ingeniero Luiggi, Brickman, 25 de Mayo, Chile, Villarino, Brown, Vieytes, Rondeau, Martiniano Rodríguez, Zelarrayán, Eliseo Casanova, Avda. Alem, El Resero, Panamá, Facundo Quiroga, Evaristo Carriego, General Peñaloza, Avda. Alem, Luis Bonnat, Guido Spano hasta Oliverio Girondo.